# Sempervivum pittonii
Sempervivum pittonii là một loài thực vật có hoa trong họ Crassulaceae. Loài này được Schott, Nyman & Kotschy miêu tả khoa học đầu tiên năm 1854.